# Kaštela
Kaštela je název pro konurbaci 7 obcí ve Splitsko-dalmatské župě v Chorvatsku. V roce 2021 zde žilo 37 951 obyvatel, tudíž jsou Kaštela desátým největším chorvatským městem.

## Geografie

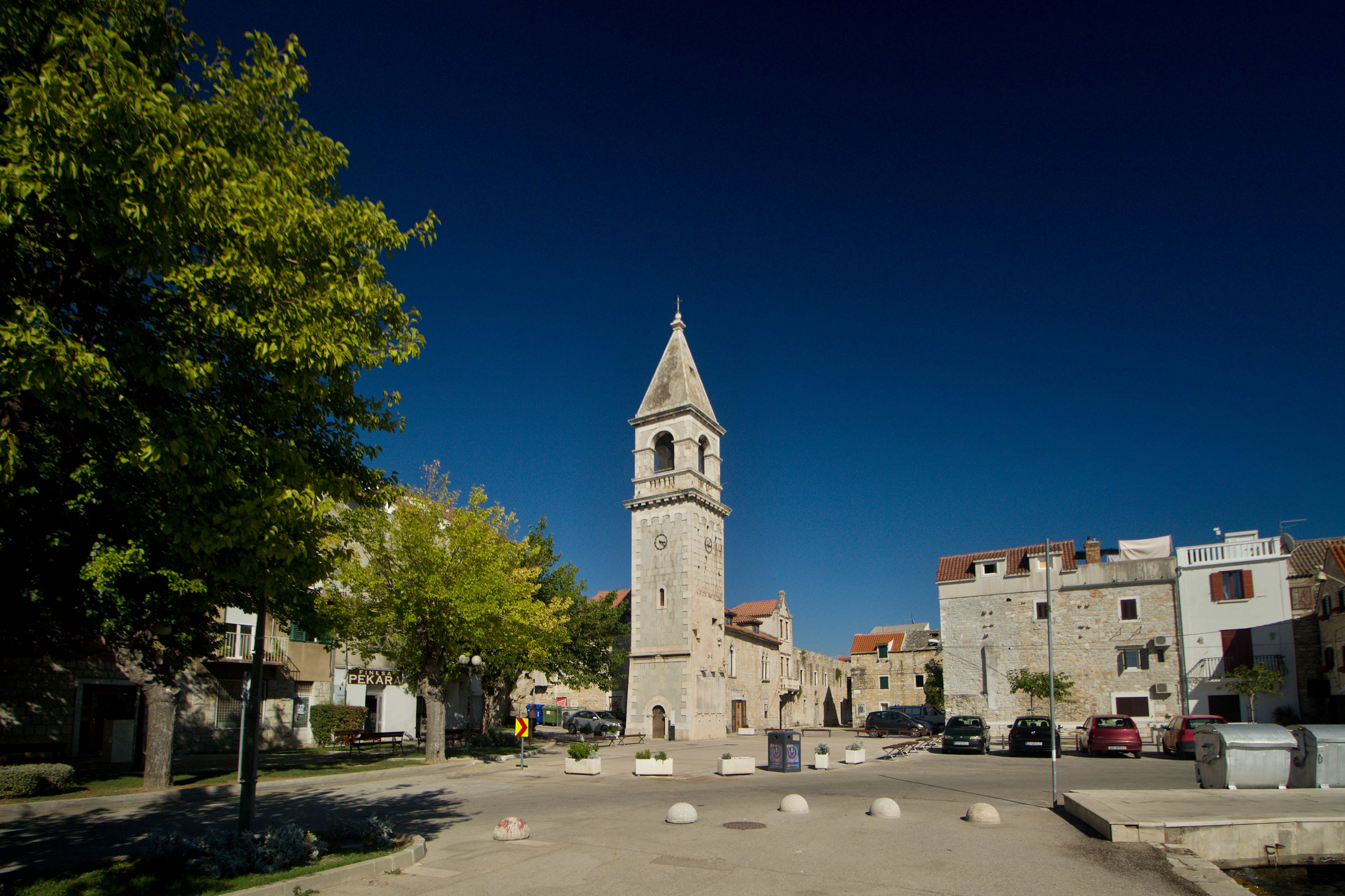
Kaštel Sućurac je sídlem radnice souměstí

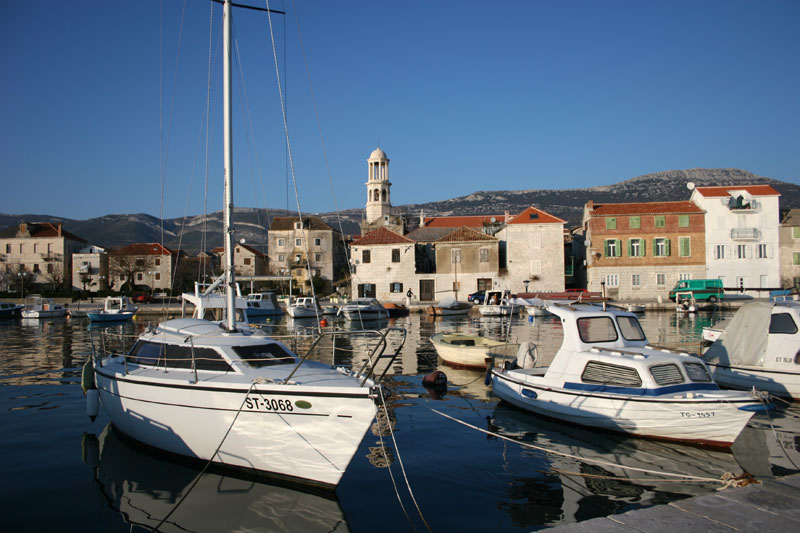
Kaštel Stari

Kaštela se nachází ve střední Dalmácii na břehu Kaštelského zálivu Jaderského moře severozápadně od Splitu, západně od Solinu a severovýchodně od Trogiru. Administrativně se jedná o jedno město (souměstí) s přibližně 38 tisíc obyvateli, ačkoliv individuálně mají města mezi 2500 až 6500 obyvateli. V Kaštelu Sućuraci sídlí i radnice celého souměstí.
Ve skutečnosti tvoří Kaštela vzdálenější předměstí druhého největšího města Chorvatska, Splitu.

## Historie
Oblast dnešních Kaštelů byla osídlená již v době kamenné. Lokalita byla atraktivní především díky dostupnosti pramenité vody.[zdroj?] V jeskyni Mujina pećina byly nalezeny pozůstatky odpovídající moustériénské kultuře.
Jednotlivé obce se v 20. století postupně začaly spojovat. V roce 1986 byla ustanovena općina Kaštela, která po rozpadu Jugoslávie a vyhlášení nezávislosti Chorvatska získala statut města.

## Obyvatelstvo
V Kaštele žilo v roce 2011 dle sčítání lidu celkem 38 667 obyvatel. 97 % z nich se považovalo za Chorvaty a 93 % se přihlásilo k římskokatolické církvi. V roce 1991 (v posledním sčítání lidu, provedeném za existence socialistické Jugoslávie) zde žilo 32 286 obyvatel, z nichž 29 713 se přihlásilo k chorvatské národnosti, 879 k srbské národnosti a zbytek k dalším nebo národnost neuvedl.

## Ekonomika
Historicky byla celá oblast ekonomicky založená na zemědělství (obdělávané byly hlavně jižní svahy pohoří Mali Kozjak, které dnes zaplňují různé vily a další domy) a rybolovu. V současné době je dominantní především turismus. V dobách existence socialistické Jugoslávie byla řada místních obyvatel zaměstnávána ve velkých splitských továrnách. Mimo jiné se v blízkosti Kaštelů nacházela také cementárna, která byla známá především díky blízkosti nákladní lanové dráhy. Ta byla v roce 2018 rozebrána.

## Doprava
Hlavní silniční tepnou Kaštel je Jadranská magistrála (silnice č. D8), která je propojuje od západu na východ. V oblasti jednotlivých obcí byla přeložena severně od původní komunikace a má podobou čtyřproudé silnice, oddělené od zbytku dopravy a překonávané řadou mostů a lávek.
Severně od Kaštel vede také železniční trať Knin–Split, která má na území města i několik zastávek.

## Administrativní dělení
Kaštela (což je v chorvatštině plurál názvu Kaštel) zahrnuje:
- Kaštel Gomilica (4075 obyvatel)
- Kaštel Kambelovac (4505)
- Kaštel Lukšić (4880)
- Kaštel Novi (5309)
- Kaštel Stari (6448)
- Kaštel Sućurac (6236)
- Kaštel Štafilić (2650)

## Partnerská města
- Bardejov, Slovensko
- Hradec Králové, Česko
- Kupres, Bosna a Hercegovina
- Lindlar, Německo
- Přerov, Česko
- Pština, Polsko
- Sombor, Srbsko